# Стадіон молодіжного тренувального центру «Тувунна»
Стадіон молодіжного тренувального центру «Тувунна» (або частіше стадіон МТЦ «Тувунна» (англ. Thuwunna Youth Training Center Stadium, Thuwunna YTC Stadium) — багатофункціональний стадіон, розташований у Янгоні, М'янма, вміщує 32 000 глядачів. Він менший за стадіон Аун Сан, але сучасніший, тому обслуговує більшість національних та міжнародних змагань з футболу та легкої атлетики. Бігові доріжки стадіону першими у М'янмі отримали сертифікат відповідності міжнародним вимогам IAAF.
Національний Критий Стадіон Тувунна, розташований поблизу відкритого стадіону, є основним місцем проведення змагань під дахом у країні.